# Hans Eworth
Hans Eworth, właśc. Hans Eeuwouts (ur. ok. 1520 w Antwerpii, zm. 1574 w Londynie) – holenderski malarz.
Tytuł mistrza malarskiego uzyskał w 1540. W 1550 wyjechał do Anglii, gdzie propagował manieryzm – obrazy Królowa Elżbieta i boginie z 1569 (Hampton Court) czy Pabby mądre i głupie z 1570 (Kopenhaga) oraz niderlandzkie malarstwo portretowe – Maria Tudor (Antwerpia), Thomas Wyndham (Longford Castle), Sir John Lutrell (zamek Dunster).

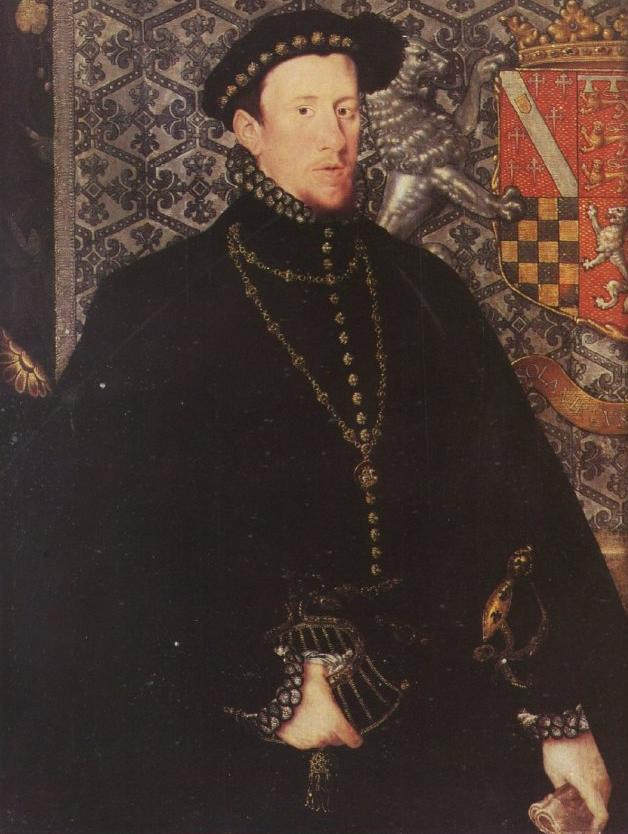
Portret Thomasa Howarda, 4 księcia Norfolk